# Konská (Žilina)
|  | No s'ha de confondre amb Konská (Liptovský Mikuláš). |

Konská és un poble i municipi d'Eslovàquia que es troba a la regió de Žilina, al centre-nord del país.

## Història
La primera menció escrita de la vila es remunta al 1350.

## Demografia
| Godina             | 1994 | 2004    | 2014    | 2024    |
| ------------------ | ---- | ------- | ------- | ------- |
| Nombre de persones | 1176 | 1350    | 1505    | 1676    |
| Diferència         |      | +14,79% | +11,48% | +11,36% |

| Godina             | 2023 | 2024   |
| ------------------ | ---- | ------ |
| Nombre de persones | 1679 | 1676   |
| Diferència         |      | −0,17% |